# IX съезд РКП(б)
IX съезд Российской коммунисти́ческой па́ртии (большевико́в) состоялся 29 марта — 5 апреля 1920 года в Москве. Решение о его созыве и повестке дня было принято на пленуме ЦК 31 января.

На съезде присутствовали 553 делегата с решающим голосом и 162 с совещательным, представлявших 611978 членов партии. Состав делегатов съезда:
по возрасту — от 16 до 18 лет 0,5 %, от 19 до 23 лет 12 %, от 24 до 30 лет 42,5 %, от 31 до 40 лет 38 %, свыше 40 лет 7 %;
по профессиям — рабочих 51 %, ремесленников 8 %, крестьян 5 %, служащих 12 %, интеллигенции 24 %;
по партстажу — вступивших в РКП(б) до Февральской революции 1917 49 %, с февраля до октября 1917 24 %, после Октябрьской революции 27 %;
по национальности — русских 76%, евреев 15,7%, латышей 6,5%, украинцев 3,3%, белорусов 2,0%;
по образованию — с высшим 10%, с незаконченным высшим 11%, со средним 23%, с низшим 32%, с домашним 10%.

## Порядок дня
- Отчёт ЦК (докладчики В. И. Ленин — политический отчёт, и Н. Н. Крестинский — организационный отчёт);
- Очередные задачи хозяйственного строительства (докладчик Л. Д. Троцкий, содокладчики Н. Осинский и А. И. Рыков);
- Профессиональное движение (докладчик Н. И. Бухарин, содокладчик Д. Б. Рязанов);
- Организационные вопросы (обсуждались на организационной секции съезда) (докладчик Л. Б. Каменев);
- Задачи Коммунистического Интернационала (докладчик К. Б. Радек);
- Отношение к кооперации (обсуждались на кооперативной секции съезда; кроме официального докладчика Н. Н. Крестинского, получившего меньшинство в секции, был заслушан содоклад В. П. Милютина, выступившего от большинства);
- Переход к милиционной системе (докладчик Л. Д. Троцкий);
- Текущие дела;
- Выборы центральных органов партии.

## Резолюции
- По отчёту ЦК;
- Об очередных задачах хозяйственного строительства;
- Об организационной связи между хозяйственными комиссариатами;
- По вопросу о профессиональных союзах и их организации;
- Об отношении к кооперации;
- По организационному вопросу;
- О переходе к милиционной системе;
- О взаимоотношениях между политотделами и парткомами;
- О работе среди женского пролетариата;
- О мобилизации на транспорт.

## Доклады и прения
Съезд открыл и закрыл В. И. Ленин.

Перед началом работы минутой молчания была почтена память умерших П. К. Штернберга, В. Н. Подбельского, В. А. Барышникова, С. П. Воскова и Ф. И. Калинина.
Съезд происходил в условиях временной мирной передышки, когда Советская республика одержала победу над основными силами иностранных военных интервентов и внутренней контрреволюции. Однако вскоре эта передышка была прервана наступлением войск Врангеля и Польши.
Ленин выступал с речью при открытии съезда, с отчётным докладом о политической деятельности ЦК партии, заключительным словом по докладу, речами о хозяйственном строительстве, кооперации, при выборах ЦК и при закрытии съезда. В отчётном докладе он обобщил опыт более чем двухлетней деятельности Советского государства, дал анализ международного и внутреннего положения страны, осветил внешнюю политику партии, определил задачи хозяйственного строительства, подчеркнув исключительно важное значение единого хозяйственного плана, основой которого должна быть электрификация страны. Обосновывая в докладе объективную возможность мирного сосуществования социалистической республики с капиталистическими государствами, он указывал, что «… мир, с точки зрения всемирно-исторического масштаба…, конечно, возможен».

Съезд одобрил деятельность ЦК РКП(б).
Центральным пунктом порядка дня съезда был вопрос о хозяйственном строительстве, о переходе от борьбы на военном фронте к борьбе на фронте труда, против разрухи, за восстановление и развитие народного хозяйства страны. В резолюции «Об очередных задачах хозяйственного строительства» съезд, отметив начавшийся трудовой подъём в стране, вместе с тем указал, что это лишь первые шаги, что для серьёзных успехов необходимо перенести опыт передовых слоёв рабочего класса на широкие массы трудящихся города и деревни. «Основным условием хозяйственного возрождения страны, — говорится в резолюции, — является неуклонное проведение единого хозяйственного плана, рассчитанного на ближайшую историческую эпоху». Главное место в хозяйственном плане занимала электрификация страны, которую Ленин выдвигал как великую программу социалистического строительства. Директивы съезда легли в основу плана ГОЭЛРО, окончательно разработанного и утверждённого в декабре 1920 8-м Всероссийским съездом Советов.
Съезд призвал трудящихся к дальнейшему развёртыванию трудового соревнования, являющегося могущественной силой поднятия производительности труда.
Против большинства партии в вопросе управления промышленностью и по др. вопросам на съезде выступила группа «демократического централизма» («децисты») во главе с Т. В. Сапроновым, Н. Осинским, В. Максимовским, В. М. Смирновым. В своих тезисах «децисты» высказывались против единоначалия в управлении промышленностью, против широкого использования старых специалистов, против единоначалия в государственном управлении. Их поддержали отдельные профсоюзные работники (М. П. Томский и др.) и некоторые хозяйственные руководители (А. И. Рыков и др.).

Съезд отверг все предложения «децистов» и высказался за необходимость введения единоначалия. «Основной задачей при организации управления, — говорилось в резолюции, — является создание компетентного, твердого, энергичного руководства, идет ли речь об отдельном предприятии, или целой отрасли промышленности».
В решениях съезда было обращено внимание на необходимость подготовки новых руководящих кадров из рабочих. Большое внимание съезд уделил улучшению работы ж.-д. транспорта. Было принято специальное обращение к партийным организациям, в котором указывалось на весьма тяжёлое состояние транспорта и предлагалось выполнить директиву ЦК РКП(б) о выделении для работы на транспорте в порядке мобилизации 5000 коммунистов. Принято постановление мобилизовать на транспорт 10 % состава делегатов съезда. Съезд решил также создать продовольственный фонд в несколько сот млн. пудов; распределить его в виде продовольственных баз в главных районах сосредоточения промышленности; подчинить продовольственную политику в области распределения задачам возрождения промышленности и транспорта (обеспечение продовольствием в первую очередь важнейших промышленных предприятий и транспорта).
На съезде была чётко определена роль профсоюзов, их взаимоотношения с Советским государством и РКП(б), формы их участия в хозяйственном строительстве. Было подчёркнуто, что в эпоху диктатуры пролетариата перед профсоюзами стоят главным образом задачи в области организационно-хозяйственной и воспитательной. В решении о кооперации было предложено укрепить партийное руководство в кооперативных органах.
Съезд принял решение об организации связи между хозяйственными комиссариатами (ВСНХ, Наркомпрод, Наркомпуть и Наркомзем) в целях обеспечения полного единства в проведении хозяйственного плана.
В резолюции «По организационному вопросу» было указано на необходимость сосредоточения внимания партии и всех её организаций на вопросах хозяйственного строительства.
В условиях наступившей мирной передышки было вынесено решение о переходе к милиционной системе вооружённых сил страны, однако осуществить это не удалось вследствие начала войны с Польшей.
Съезд вынес решение об издании полного собрания сочинений В. И. Ленина.
Съезд избрал ЦК РКП(б) в составе 19 членов:
А. А. Андреев,
Ф. А. Артём (Сергеев),
Н. И. Бухарин,
Ф. Э. Дзержинский,
Г. Е. Зиновьев,
М. И. Калинин,
Л. Б. Каменев,
Н. Н. Крестинский,
В. И. Ленин,
Е. А. Преображенский,
К. Б. Радек,
Х. Г. Раковский,
Я. Э. Рудзутак,
А. И. Рыков,
Л. П. Серебряков,
И. Н. Смирнов,
И. В. Сталин,
М. П. Томский,
Л. Д. Троцкий
и 12 кандидатов в члены ЦК
1. Г. И. Петровский
2. Е. М. Ярославский
3. М. К. Муранов
4. В. П. Милютин
5. П. И. Стучка
6. В. П. Ногин
7. С. И. Гусев
8. О. А. Пятницкий
9. А. Г. Белобородов
10. П. А. Залуцкий
11. В. М. Молотов
12. И. Т. Смилга .